# Themis
|  | For den hypotetiske måne, se Themis (måne) |
Titanen Themis valgte at kæmpe på Kronidernes side i titanomachien og er derfor ikke nedstyrtet til Tartaros. Med sin titaniske oprindelse optræder hun blandt de olympiske guder som forbindelsen tilbage til en oprindelig orden. Hun er derfor gudinde for skik og brug og repræsenterer traditionen og jorden (mytisk gennem sin mor Gaia). 
Gennem ægteskab med Zeus har hun datteren Dike, retfærdigheden.

## Themis og Delfi
Themis har fra sin mor Gaia arvet profetiske evner og er derfor den anden beskytterinde af Oraklet i Delfi efter sin mor. Senere overgiver hun dette hverv til Apollon.
Themis' spådomsevner kendes fra historien, hvor hun advarede Zeus mod at få en søn med Thetis, da denne ville støde ham fra tronen.
I visse udgaver af fortællingen advarede hun Deukalion og Pyrrha om Syndfloden.
Hun advarede desuden Atlas om at en søn af Zeus ville komme og stjæle Hesperidernes gyldne æbler.

## Eksterne links
- Wikimedia Commons har flere filer relateret til Themis